# Il peccato di Anna
Il peccato di Anna è un film italiano del 1953, diretto da Camillo Mastrocinque.

## Trama
John, un famoso attore di colore statunitense, giunge a Roma in una scuola di recitazione per trovare un'aspirante attrice in grado di interpretare il ruolo di Desdemona nelle recite dell'Otello di William Shakespeare. La trova in Anna, una giovane donna che rimane subito ammirata e affascinata dalla personalità dell'attore: ma Alberto, tutore legale di Anna, legato a lei soltanto per interesse, non è favorevole al nuovo legame che si sta creando. Quando viene a conoscenza che John ha appena scontato negli Stati Uniti una condanna in carcere per un delitto (in realtà non commesso da lui), fa scoppiare uno scandalo con la conseguente sospensione delle recite.
Anna e John però vengono a sapere dal vero colpevole, Sam, la verità; quest'ultimo viene ucciso dallo stesso Alberto (il quale teme che i suoi progetti vadano in fumo) in una colluttazione. John e Alberto ben presto si scagliano reciprocamente contro in una sorta di resa dei conti, e l'attore, credendo di avere strangolato il perfido tutore, sfugge ai poliziotti e si rifugia sul frontone di una chiesa, minacciando di gettarsi: ma Anna gli rivela che Alberto è ancora vivo e che il loro amore appena nato non è proibito ma puro. Riesce a convincerlo a scendere dal frontone e, arrivato sul muro di fronte alla chiesa, si sciolgono in un abbraccio liberatorio.

## Produzione
La pellicola è ascrivibile al filone dei melodrammi sentimentali, comunemente detto strappalacrime, molto in voga in quel periodo tra il pubblico italiano (in seguito ribattezzato dalla critica con il termine neorealismo d'appendice).
È l'unico film da protagonista interpretato da Anna Vita, autrice anche del soggetto, ed anche uno dei film meno conosciuti di Camillo Mastrocinque.
Il film ottenne il visto di censura n. 13.643 del 6 febbraio 1953 (per una lunghezza di 2.345 metri).

## Distribuzione
Il film venne distribuito nel circuito cinematografico italiano il 26 febbraio del 1953.
Nell'agosto del 1961 il film venne proiettato negli Stati Uniti con il titolo Anna's Sin.